# Frits Faulhaber

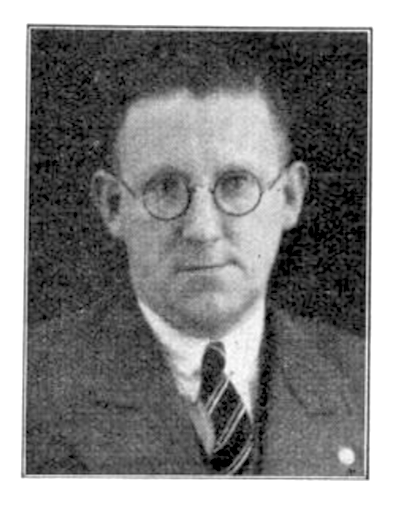
Frits Faulhaber

Frits Faulhaber (Amsterdam, 8 augustus 1893 – aldaar, 2 maart 1979) was een Nederlandse esperantist en huisschilder. Net als zijn Tsjechische vrouw E. Faulhaber-Ĉiŝkovská (Faulhaberová-Čížkovská) was hij actief in de Esperanto-arbeidersbeweging, onder andere in de Nederlandse tak van de Federatie van Arbeiders-Esperantisten (FLE, Federacio de Laboristaj Esperantistoj).
Frits Faulhaber was vanaf 1912 esperantist. In 1917-1918 voerde hij campagne voor het Esperanto in het Nederlandse leger. In 1920-1923 en 1927-1934 was hij bestuurslid van de FLE en in 1929 schreef hij voor het blad Arbeider Esperantist van de FLE. Hij was tussen 1931 en 1934 ook een van de redacteuren van de taaluitgave van de FLE. Daarnaast was Faulhaber voorzitter van de Laborista Esperanto-Ekzamena Komitato. Hij gaf onder andere korte radiotoespraken, een geschreven cursus voor cursusleiders en was auteur van "Konsilanta Gramatiko". Hij was ook lid van de literatuurcommissie van Sennacieca Asocio Tutmonda (SAT).
Hij was tijdens meerdere decennia een van de gezichten van de Nederlandse Esperanto-beweging. Faulhaber was vooral actief in de arbeiderskringen: als bestuurslid tussen 1920 en 1923, als redacteur van Arbeider Esperantist tussen 1927 en 1934 en voorzitter van de arbeidersexamencommissie. Maar zijn belangrijkste bijdrage aan het Esperanto zit hem meer in de taal dan in de beweging. Faulhaber schreef Nederlandstalige Esperanto-leermiddelen, waarvan meerdere internationaal aanzien hebben. Hij was ook vertaler en was lang lid van de Akademio de Esperanto.

## Werken
- Tra la Labirinto de la Gramatiko (8 edities van na 1934)
- La komencanto
- Post la kurso (met G. P. de Bruin, 1937)
- Gebonden Stijl (1937)
- Ne tiel, sed tiel ĉi - stijladvies (1965)
- Esperanta mozaiko (1967)
- Faulhaber rakontas (1972)

## Vertalingen
- Lanti, Eugène, 1932, Het Arbeiders Esperantisme, vertaling van La Laborista Esperantismo, in samenwerking met Gerrit Paulus de Bruin
- Thijssen, Theo, 1939, La Nevenkebla Ĝeno
- Dekker, Maurits, 1951, La Mondo ne havas Atendejon
- Adema, Tjeerde, 1957, Dekkinga Fuĝas
- J.T.R. Schreuder, A. Diatlowicki-Tobi, 1971, Geriatrio kaj la ĝenerala zorgo por gemultjaruloj
- Tiavea, Tuiavii de, 1963, La Papalagoj

Dit artikel of een eerdere versie ervan is een (gedeeltelijke) vertaling van het artikel Frits Faulhaber op de Esperantotalige Wikipedia, dat onder de licentie Creative Commons Naamsvermelding/Gelijk delen valt. Zie de bewerkingsgeschiedenis aldaar.